# Blaster (album)
Blaster – album studyjny Scotta Weilanda & The Wildabouts. Wydawnictwo ukazało się 31 marca 2015 roku nakładem wytwórni muzycznej Softdrive Records. Album dotarł do 133. miejsca listy Billboard 200 w Stanach Zjednoczonych sprzedając się w nakładzie, ponad 5 tys. egzemplarzy w przeciągu tygodnia od dnia premiery.

## Lista utworów
Opracowano na podstawie materiału źródłowego.
1. "Modzilla" (muz. i sł.: Tommy Black, Jeremy Brown, Scott Weiland) - 3:17
2. "Way She Moves" (muz. i sł.: Tommy Black, Jeremy Brown, Danny Thompson, Scott Weiland) - 4:11
3. "Hotel Rio" (muz. i sł.: Tommy Black, Jeremy Brown, Danny Thompson, Scott Weiland) - 4:36
4. "Amethyst" (muz. i sł.: Michael Avenaim, Tommy Black, Jeremy Brown, Scott Weiland) - 4:17
5. "White Lightning" (muz. i sł.: Tommy Black, Jeremy Brown, Danny Thompson, Scott Weiland) - 3:22
6. "Blue Eyes" (muz. i sł.: Tommy Black, Jeremy Brown, James Iha, Scott Weiland) - 3:57
7. "Bleed Out" (muz. i sł.: Tommy Black, Jeremy Brown, Danny Thompson, Scott Weiland) - 2:45
8. "Youth Quake" (muz. i sł.: Tommy Black, Jeremy Brown, Scott Weiland) - 3:46
9. "Beach Pop" (muz. i sł.: Tommy Black, Jeremy Brown, Danny Thompson, Scott Weiland) - 3:30
10. "Parachute" (muz. i sł.: Tommy Black, Jeremy Brown, Danny Thompson, Scott Weiland) - 4:29
11. "20th Century Boy" (cover T. Rex) (muz. i sł.: Marc Bolan) - 4:20
12. "Circles" (muz. i sł.: Tommy Black, Jeremy Brown, Danny Thompson, Scott Weiland) - 3:16

## Twórcy
Opracowano na podstawie materiału źródłowego.

- Michael Avenaim, Danny Thompson - perkusja
- Tommy Black - gitara basowa
- Jason Christopher, Piper Ferguson, Jerry Abramowicz - zdjęcia
- Ben Goetting - oprawa graficzna
- Rick Parker - inżynieria dźwięku, miksowanie, mastering, produkcja muzyczna
- The Sherrif, James Iha, Jeremy Brown - gitara
- Jamie Weiland - zdjęcia, oprawa graficzna
- Scott Weiland - wokal